# Biosigurnost
Biosigurnost ili biološka sigurnost je prevencija velikog gubitka biološkog integriteta, fokusirajući se i na ekologiju i zdravlje ljudi.
Ovi mehanizmi prevencije uključuju sprovođenje redovnih pregleda biološke bezbjednosti u laboratorijskim postavkama, kao i stroge smjernice koje treba poštovati. Biosigurnost se koristi za zaštitu od štetnih incidenata. Mnoge laboratorije koje rukuju biološkim opasnosnim tvarima i postupcima koriste kontinuiranu procjenu upravljanja rizikom i proces izvršenja biološke sigurnosti. Nepoštovanje takvih protokola može dovesti do povećanog rizika od izloženosti biološkim opasnostima ili patogenima. Ljudska greška i loša tehnika doprinose nepotrebnom izlaganju i kompromituju najbolje zaštitne mjere postavljene u cilju zaštite.
Međunarodni Kartagenski protokol o biološkoj sigurnosti prvenstveno se bavi definicijom u poljoprivredi, ali mnoge grupe zagovarača teže širenju i uključuju postgenske prijetnje: nove molekule, vještačke oblike života, pa čak i robote koji se direktno mogu takmičiti u prirodnom lancu ishrane.
Biosigurnost u poljoprivredi, hemiji, medicini, egzobiologiji i šire vjerovatno će zahtijevati primjenu principa predostrožnosti, a nova definicija se fokusira na biološku prirodu ugroženog organizma, a ne na prirodu prijetnje.
Biosigurnost se odnosi na nekoliko oblasti:
- U ekologiji (odnosi se na uvezene životne forme van granica ekoregiona)
- U poljoprivredi (smanjenje rizika od vanzemaljskih virusnih ili transgenskih gena, genetičkog inženjerstva ili priona kao što je BSE / "MadCow", smanjujući rizik od kontaminacije bakterijama hrane),
- U medicini (što se odnosi na organe ili tkiva biološkog porijekla, ili proizvode genske terapije, viruse; laboratorijski protokoli mjereni kao 1, 2, 3, 4 u rastućem redu opasnosti),
- U hemiji (tj. nitrati u vodi, nivoi PCB-a koji utiču na plodnost)
- U egzobiologiji (npr. NASA politika za zadržavanje vanzemaljskih mikroba koji mogu postojati na uzorcima prostora planetarne zaštite i interplanetarna kontaminacija), i
- U sintetskoj biologiji (koji se odnose na rizike vezane za ovu vrstu laboratorijske prakse).

## Spoljašnje veze
- WHO Biosafety Programme
- CDC Biosafety pages
- International Centre for Genetic Engineering and Biotechnology (ICGEB): Biosafety pages
- Greenpeace Архивирано на веб-сајту  (3. јун 2012)
- American Biological Safety Association
- Biosafety in Microbiological and Biomedical Laboratories